# Robert Doisneau
Robert Doisneau (Gentilly, 1912. április 14. – Montrouge, 1994. április 1.) francia fotóművész, az utcai fotózás egyik jeles képviselője. Képeivel a hétköznapi pillanatokat és az átlagembert jelenítette meg. Munkájára nagy hatást gyakorolt André Kertész és Brassaï.

## Élete

### Korai évek
Szülei fiatal korában meghaltak. Apja vízvezeték-szerelő volt és az első világháborúban esett el szolgálat közben, amikor Doisneau még csak négyéves volt, anyja pedig hétéves korában hunyt el, így rokonok nevelték fel.
Nyomdász szakiskolába járt 1925-1929 között. Itt találkozott elsőként a művészetekkel, és litográfiát is tanult.

### Karrierjének kezdete
1932-ben eladta első fotóriportját a Excelsior magazinnak.
1934-ben alkalmazta a Renault cég Billancourt-ban, ahol öt évet dolgozott, mint műszaki fényképész. Nagy formátumú kamerát használt és magnézium-villanófényt. Később így emlékezett vissza erre az időszakra: „A karrier kezdete volt, de az ifjúság vége”. 1939-ben elbocsátották, mert folyton elkésett a munkából. Ezután képes levelezőlapok kiadói számára készített fotókat, mint szabadúszó. Már a kezdetektől fogva „kettős életet élt”: munkája után Párizs utcáin kószált és Rolleiflex gépével felvételeket készített a mindennapi életről. Kezdetben ezek a felvételek senkit sem érdekeltek.
1936-ban feleségül vette Pierrette Chaumaison-t. Két lányuk született, Annette (1942) és Francine (1947). Annette 1979-től mint asszisztens dolgozott Doisneau-nak egészen apja haláláig.
1939-ben a Rapho Photo ügynökségtől Radó Károly (Charles Rado) alkalmazta és utazó fotográfusok lettek, Franciaországban keresnek eladható riporttémákat. Doisneau ekkor készíti el első profi utcai fotóját. Így dolgozott a háború kitöréséig, amikor is besorozták a hadseregbe, ahol szintén fotósként szolgálhatott.
1940-ben, miután Franciaország kapitulált, így civilként hasznosította nyomdásztudását, hamis papírokat és személyi okmánymásolatokat készített a francia ellenállásnak egészen a háború végéig. Párizs felszabadítását is fényképezte.

### Háború utáni időszak

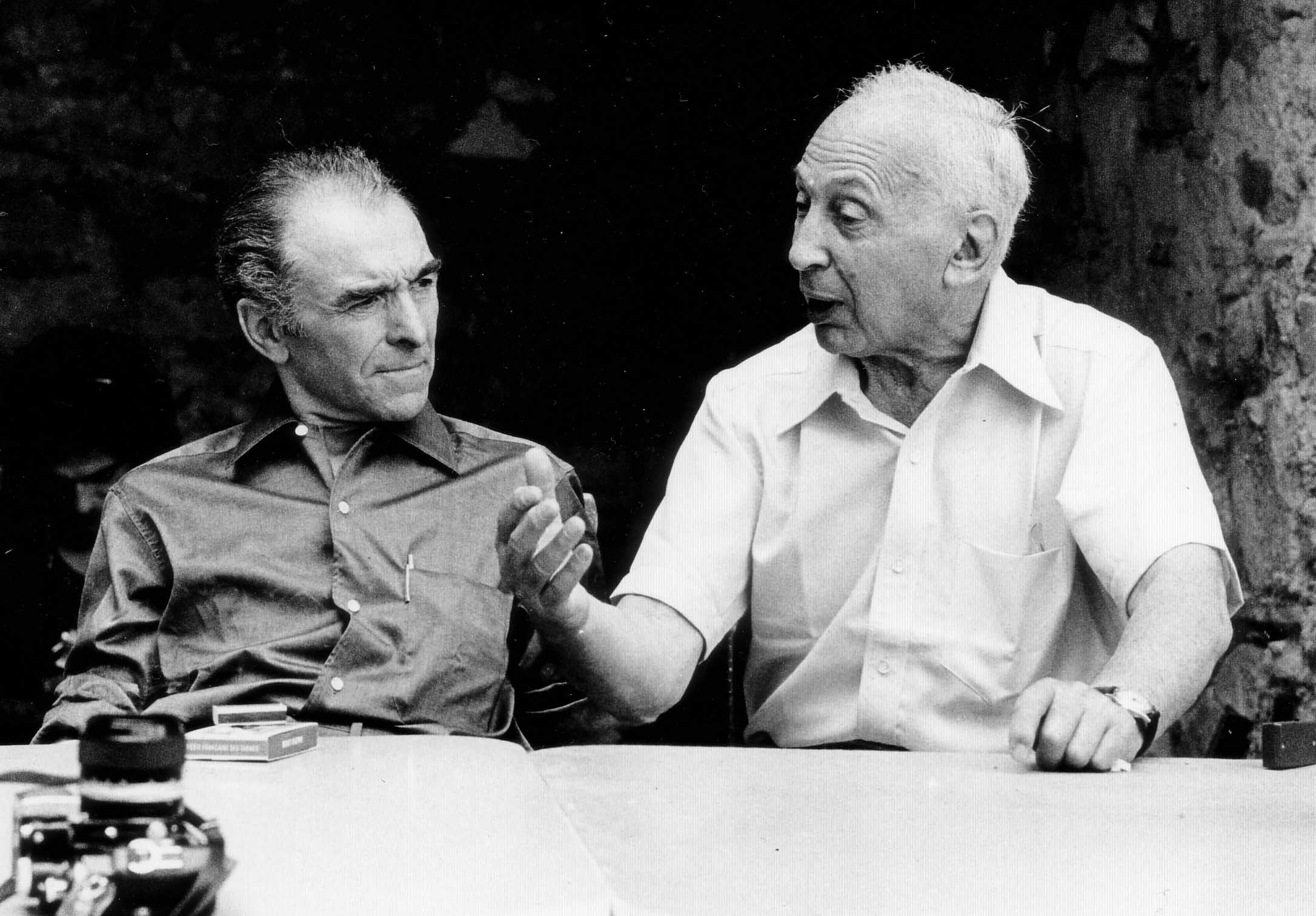
Robert Doisneau (balra) és André Kertész 1975-ben

Doisneau legfontosabb fotóit a háború után készítette. Szabadúszó fotósként képeket készített a Life, a Le Point, az Action, a Regards és a Vogue magazinoknak. A Vogue-nál évekig dolgozott, de kényelmetlenül érezte magát a divat világában.
Rövid ideig csatlakozott az Alliance fotóügynökséghez, de 1946-ban visszatért a Rapho Photo ügynökséghez és élete végig ott is maradt, habár Henri Cartier-Bresson meghívta a Magnum ügynökséghez, amelynek Robert Capa is tagja volt.
1948-ban a Vogue magazin számára készített divatfotókat. A szerkesztők remélik, hogy újfajta szemléletmódot hoz a divatfotózásba, de Doisneau nem kedvelte a beállított képeket és a modellek fotózását, így amikor csak tehette, a stúdiómunka után fotózni ment Párizs utcáira. Türelmesen várta Leica gépével a megfelelő pillanatot, amikor megörökíthetett valami múló eseményt a hétköznapi emberek napi tevékenységében. Számára nem volt szép vagy csúnya, de a háború után megtagadta, hogy a nyomorról és az erőszakról készítsen fotókat. Blaise Cendrars íróval közösen 1949-ben kiadta első könyvét.
1950 márciusában készítette el legismertebb fotóját, mely A csók a városháza előtt (Le baiser de l'hôtel de ville) címen vált ismertté . A forgalmas utcán egy pár csókolózik, a kép Párizs ikonikus fényképévé vált. A képet első alkalommal, 1950 júniusában a Life magazin közli egy Párizs szerelmeseit bemutató cikk illusztrációjaként.
Ezt kiállítások követik New Yorkban és Chicagóban. Ezután nehezebb időszak következik az illusztrált magazinok számára az 1960-as években, Doisneau ekkor visszatér a kereskedelmi fotózáshoz. 1960-ban az USA-ban fényképez. 1968-ban a Szovjetunióban készít képeket.
Az 1980-as évek elején egy új generáció fedezi fel a műveit, amik posztereken és képeslapokon jelennek meg. Ez a népszerűség azonban problémákkal jár Doisneau számára, mert a francia törvények értelmében mindenki rendelkezik a saját képmásának jogaival, így sorra jelentkeznek nála egykori modelljei és barátai és kártérítést követelnek. Doisneau kénytelen elismerni, hogy nem minden képe ábrázol spontán szituációt.
Doisneau munkája eltávolodást jelentett a piktorializmustól. Befolyásolták a modern és szürreális mozgalmak, amik a 20. század elején jelentek meg. Brassai munkái nagy hatással voltak rá, és befolyásolták párizsi fényképész barátai is: Willy Ronis, Izis és Cartier-Bresson. Blaise Cendrars íróval és Jacques Prévert költővel is dolgozott. Doisneau azt mondta, Prévert volt az, aki arra tanította, hogy bízzon saját magában a mindennapi élet fotózásában (amit akkoriban a legtöbben elhanyagoltak). Munkái szenvedélyesen ábrázolják Párizst, különösen a külvárosokat. Képein a mindennapi pillanatok az élet szépségét és abszurditását ragadják meg. 
Érzéke volt a humoros helyzetek ábrázolásához, de szatírája sohasem bántó. Bár sokan megvádolták szentimentalizmussal, dokumentarista módon ábrázolta a 20. század egyik letűnt korszakát.
Számos francia vagy Franciaországban élő hírességet fotózott, mint Jean Cocteau, Fernand Léger, Georges Braque és Pablo Picasso.
1994-ben hasnyálmirigy-gyulladásban halt meg. Felesége mellé temették a raizeux-i temetőbe.

## Publikációk
- 1942: Les nouveaux destins de l’intelligence française, szöveg: Maximilian Vox
- 1949: La Banlieue de Paris, szöveg: Blaise Cendrars
- 1973: Le Paris de Robert Doisneau (film)
- 1979: Trois Jours, Trois Photographies (film)
- 1992: Bonjour, Monsieur Doisneau (film)

## Díjak, elismerések
- 1947: Kodak-díj
- 1956: Niepce-díj
- 1983: Grand Prix National de la Photographie
- 1984: a francia Becsületrend (Ordre national de la Légion d'honneur)

## Szakirodalom
- Cendrars, Blaise: La banlieue de Paris. Párizs: Editions Pierre Seghers, 1949
- Doisneau, Robert: Robert Doisneau: Photographs. London: Gordon Fraser Gallery, 1980
- Hamilton, Peter: Robert Doisneau: A Photographers Life. New York, London, Párizs: Abbeville Press, 1995
- Hamilton, Peter: Robert Doisneau: Retrospective. London: Cartago, 1992, Párizs: Paris Musees, 1995
- Routmette, Sylvain: Robert Doisneau. Paris: Centre nationale de Photographie, 1983; London: Thames & Hudson, 1991
- Trois Secondes d’eternite Párizs: Contrejour, 1979 és 1990
- Robert Doisneau, Bernard Plossu; szerk. Kincse Károly et al., ford. Pőcze Borbála; Francia Intézet, Bp., 1998